# Зарінок
Зарінок — аматорський футбольний клуб з села Тисовець Сторожинецького району Чернівецької області. Команда виступає в Чемпіонаті Чернівецької області, Кубку Чернівецької області та Кубку України з футболу серед аматорів.

## Досягнення
- Чемпіонат Чернівецької області:
  - 2014 — 2-ге місце;
  - 2015 — 3-тє місце.
- Кубок Чернівецької області:
  - 2015 — фіналіст.
- Суперкубок Чернівецької області:
  - 2014 — фіналіст.
- Кубок України з футболу серед аматорів 2015 — 1/16 фіналу.

## Склад команди
| №  | Поз. | Нац.    | Гравець            |
| -- | ---- | ------- | ------------------ |
| 1  |      | Україна | Іван Антонюк       |
| 2  |      | Україна | Антон Батрак       |
| 3  |      | Україна | Станіслав Бульбак  |
| 4  |      | Україна | Сергій Гамаль      |
| 5  |      | Україна | Андрій Гордей      |
| 6  |      | Україна | Андрій Дущак       |
| 7  |      | Україна | Роман Зароченцев   |
| 8  |      | Україна | Тарас Касько       |
| 9  |      | Україна | Дмитро Коропецький |
| 10 |      | Україна | Микола Курик       |
| 11 |      | Україна | Василь Луцик       |
| 12 |      | Україна | Андрій Маковей     |
| 13 |      | Україна | Ігор Мігалатюк     |

| №  | Поз. | Нац.    | Гравець           |
| -- | ---- | ------- | ----------------- |
| 14 |      | Україна | Валентин Пантя    |
| 15 |      | Україна | Вадим Пислар      |
| 16 |      | Україна | Сергій Проданик   |
| 17 |      | Україна | Олександр Салагор |
| 18 |      | Україна | Іван Семенович    |
| 19 |      | Україна | Михайло Семенович |
| 20 |      | Україна | Максим Соломян    |
| 21 |      | Україна | Ігор Строіч       |
| 22 |      | Україна | Дмитро Тимчук     |
| 23 |      | Україна | Валентин Філіпчук |
| 24 |      | Україна | Дмитро Халус      |
| 25 |      | Україна | Назарій Цінько    |
| 26 |      | Україна | Андрій Шинкар     |